# Neal Cassady
Neal Leon Cassady (8. února 1926, Salt Lake City, Utah – 4. února 1968, San Miguel de Allende, Guanajuato, Mexiko) byl jedním z hlavních představitelů beatnické generace. I když sám příliš nepsal a za svého života žádnou práci nevydal, stal se inspirativním zdrojem pro ostatní beatníky. Když Jack Kerouac psal svůj zřejmě nejznámější autobiografický román Na cestě, vybral si jako předlohu pro svou hlavní postavu Deana Moriartyho právě Cassadyho.

## Život
Narodil se v Salt Lake City v Utahu. Vyrostl v denverské chudinské čtvrti s otcem alkoholikem, jako dospívající cestoval na nákladních vlacích, spával v tuláckých brlozích, kradl automobily a vozil v nich děvčata na mejdany a opakovaně žil v polepšovnách a vězeních. Přestože vyrůstal v krutém a drsném prostředí, jeho ohromná sebedůvěra a neuvěřitelná zásoba vnitřní síly to jakoby popírala. Dokázal žít „na plný plyn“. 
Roku 1946 se na Columbia University poprvé setkal s Jackem Kerouacem a Allenem Ginsbergem (s nímž měl milostný vztah). Cassady mnoho cestoval po Spojených státech, nejednou společně s Kerouacem (byli si vzájemně i vzhledově podobní).
Kerouac si Cassadyho ztotožnil s bratrem Geraldem, který mu v dětství zemřel.
V roce 1948 se oženil s Carolyn Cassadyovou a měli spolu tři děti. Usadili se na ranči poblíž San Francisca a Cassady začal pracovat jako brzdař na železnici. Na ranči ho občas navštěvovali jeho přátelé nejen z řady beatníků. V roce 1958 byl Cassady odsouzen k dvouletému trestu vězení za to, že nabízel marihuanu.
V sobotu 3. února 1968 Cassady navštívil svatební večírek. Když večírek skončil, vydal se podél kolejí jen v tričku a kalhotách do dalšího města. Ráno byl nalezen podchlazený a převezen do nemocnice, kde nedlouho poté zemřel. Přesná příčina smrti však dosud není známa.

## Dílo
Neal Cassady se věnoval mimo jiné i psaní poezie, avšak za jeho života mu žádná publikace nevyšla. Až roku 1971 vyšla kniha s názvem The First Third. V roce 1993 byla vydána kniha s názvem Grace Beats Karma: Letters from Prison a v roce 2004 Nealovy dopisy ve svazku zvaném Neal Cassady: Collected Letters, 1944–1967.

## Cassady v literatuře
Následující tabulka zobrazuje díla, ve kterých Neal Cassady sloužil jako předloha pro ztvárnění osob z knihy.
| Autor               | Název knihy                                                  | Postava v knize       | Rok vydání |
| ------------------- | ------------------------------------------------------------ | --------------------- | ---------- |
| John Clellon Holmes | Jeď!                                                         | Hart Kennedy          | 1952       |
| Allen Ginsberg      | Kvílení                                                      | N.C.                  | 1956       |
| Jack Kerouac        | Na cestě                                                     | Dean Moriarty         | 1957       |
| Jack Kerouac        | Vize Codyho                                                  | Cody Pomeray          | 1960       |
| Jack Kerouac        | Dharmoví tuláci                                              | Cody Pomeray          | 1958       |
| Jack Kerouac        | Podzemníci                                                   | Leroy                 | 1958       |
| Jack Kerouac        | Kniha snů                                                    | Cody Pomeray          | 1961       |
| Jack Kerouac        | Big Sur                                                      | Cody Pomeray          | 1962       |
| Jack Kerouac        | Andělé pustiny                                               | Cody Pomeray          | 1965       |
| Hunter S. Thompson  | Hell’s Angels: neobyčejná a hrůzná sága o motorkářském gangu |                       | 1966       |
| Tom Wolfe           | Kyselinovej test                                             |                       | 1968       |
| Charles Bukowski    | Zápisky starého prasáka                                      | Kerouac's boy Neal C. | 1969       |
| Alan Harrington     | Psychopatie                                                  |                       | 1972       |
| Robert Stone        | Žoldáci                                                      | Ray Hicks             | 1974       |
| Ken Kesey           | Over the Border                                              | Houlihan              | 1973       |
| Ken Kesey           | The Day After Superman Died                                  | Houlihan              | 1979       |
| Nick Mamatas        | Move Under Ground                                            |                       | 2004       |
| Robert Stone        | Zelená mládí – Vzpomínky na 60. léta                         |                       | 2007       |